# Adidyma adversa
Adidyma adversa là một loài ruồi trong họ Tachinidae.